# Matvik

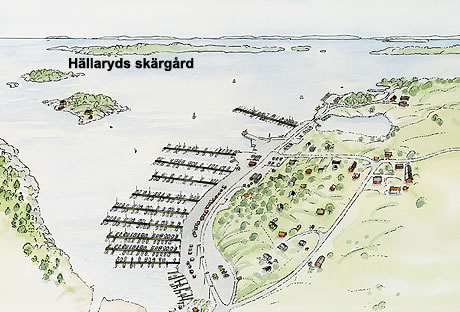
Fritidsbåtshamnen i Matvik

Matvik är en ort i Karlshamns kommun.
Matvik är fastlandshamn för Hällaryds skärgård. Österut ligger Eriksberg, västerut Yttre Matvik och Vettekulla. Åt söder ligger skärgården. Från Matvik går båt till Tärnö.
År 1889 startades ett stenhuggeri i Matvik, och resterna av detta finner man bara ett tiotal meter in i skogen från vägen mellan Matvik och Hällaryd. Under stenindustrins storhetstid på 1920-talet fanns här runt 300 anställda. En period 1925 mellanlandade postflyget mellan Berlin och Stockholm vid Matvik. Detta var dock ett kortvarigt arrangemang då flygen snart istället mellanlandade i Limhamn. En av piloterna var Hermann Göring. Ovanför det gamla stenhuggeriet har det kalhuggits och ett par villor har byggts. Även andra delar av Vettekulla och Matvik har kalhuggits för att ge plats åt nya villor enligt den nya detaljplanen.
Konstnären och skulptören Kent Viberg hade sin ateljé i Matvik.
En del av Matvik är en del av den av SCB definierade och namnsatta småorten Vettekulla och del av Matvik.